# Powerpoint-Karaoke
Das PowerPoint-Karaoke ist ein Ableger des klassischen Karaoke, bei dem die Teilnehmer keine Liedtexte nachsingen, sondern aus dem Stegreif einen Vortrag zu ihnen vorher nicht bekannten, zufällig ausgewählten Folien halten. Diese können entweder eigens erstellt werden, oder man verwendet Folien, die man im Internet gefunden hat. Es ist ein rhetorisches, präsentatorisches Trainingsspiel mit Unterhaltungscharakter. Teilweise wird es mittlerweile auch als Improtheater-, Theatersport- oder Stand-up-Comedy-Spiel verwendet.

## Ursprung
Am 13. April 2005 wurde ein mittels der Software SCIgen erzeugter Nonsense-Artikel dreier MIT-Studenten namens Jeremy Stribling, Max Krohn und Dan Aguayo ungeprüft zur 9. World Multi-Conference on Systemics, Cybernetics and Informatics zugelassen. Nachdem der Artikel aber aufgrund von Berichten auf der Webseite Slashdot letztlich doch abgelehnt worden war, mieteten die drei Studenten einen eigenen Konferenzraum, um Vorträge zu computergenerierten Nonsense-Foliensätzen zu halten.

## Orte
Derzeit finden PowerPoint-Karaoke-Veranstaltungen unter anderem in Hamburg, Tübingen, Krefeld, Bochum, Berlin, Wien, Stuttgart, Nürnberg und Würzburg statt. Die Veranstalter kommen häufig aus der Poetry-Slam-Szene, etwa Hinnerk Köhn (Hamburg), Klara Györbiro (Hamburg), Elias Raatz (Tübingen), Johannes Floehr (Krefeld) oder Nils Nektarine (Nürnberg).
In der Schweiz organisiert der Verein Folientango ein jährliches Finale mit den besten Präsentatoren in PowerPoint-Karaoke. Ebenso führt der Verein PowerPoint-Karaoke in Zürich, Bern und Basel durch.

## Erfindungsprozess und Namensgebung
Entwickelt wurde das Powerpoint-Karaoke-Format von der Zentralen Intelligenz Agentur, die Weltpremiere fand im Januar 2006 in Berlin statt. Der Name Powerpoint-Karaoke spielt auf die gleichnamige Präsentations-Software PowerPoint der Firma Microsoft an.

## Spielziel
Das Powerpoint-Karaoke bietet eine Möglichkeit, rhetorische Fähigkeiten auf spielerische Weise zu verbessern. Es kann auch als Parodie auf sinnlose Präsentationen betrachtet werden.